# Условия Вольфе
Условия Вольфе — в теории оптимизации набор условий, которые используются в алгоритме приближенного поиска вдоль направления, в алгоритме Бройдена — Флетчера — Гольдфарба — Шанно (BFGS). Впервые опубликованы Филипом Вольфе в 1969 году.

## Описание
Пусть решается задача минимизации
{\displaystyle \min _{x}f(x),}
уже имеется приближение решения задачи {\displaystyle x_{k}} и пусть каким-либо методом мы нашли направление {\displaystyle p_{k}}, в котором будем искать новое приближение решения {\displaystyle x_{k+1}}. Тогда {\displaystyle x_{k+1}=x_{k}+\alpha _{k}p_{k}}, где {\displaystyle \alpha _{k}} удовлетворяет условиям Вольфе:
{\displaystyle f(x_{k}+\alpha _{k}p_{k})\leq f(x_{k})+c_{1}\alpha _{k}\nabla f_{k}^{T}p_{k},}
{\displaystyle \nabla f(x_{k}+\alpha _{k}p_{k})^{T}p_{k}\geq c_{2}\nabla f_{k}^{T}p_{k}}
Константы выбираются следующим образом: {\displaystyle 0<c_{1}<c_{2}<1}. Обычно константа {\displaystyle c_{1}} выбирается достаточно маленькой (в окрестности 0), что означает, что функция после совершения шага должна уменьшиться, в то время как {\displaystyle c_{2}} выбирается значительно большей (в окрестности 1), что, в свою очередь, означает, что проекция градиента в новом приближении должна либо изменить направление, либо уменьшиться.

## Усиленные условия Вольфе
Другой вариант условий Вольфе, который предполагает, что новое приближение лежит в окрестности локального минимума функции {\displaystyle \phi (\alpha )=f(x_{k}+\alpha p_{k})}:
{\displaystyle f(x_{k}+\alpha _{k}p_{k})\leq f(x_{k})+c_{1}\alpha _{k}\nabla f_{k}^{T}p_{k},}
{\displaystyle |\nabla f(x_{k}+\alpha _{k}p_{k})^{T}p_{k}|\leq c_{2}|\nabla f_{k}^{T}p_{k}|}
Первое неравенство оставлено таким же, как и в условиях Вольфе, а второе изменено таким образом, чтобы проекция градиента должна уменьшиться по модулю. Таким образом исключаются точки, которые находятся далеко от стационарных точек функции {\displaystyle \phi }. Константы подбираются так же, как и в условиях Вольфе.

## Свойства
Можно показать, что если {\displaystyle p_{k}} — направление убывания ограниченной снизу и непрерывно дифференциируемой функции {\displaystyle f}, каждый шаг {\displaystyle \alpha _{k}} удовлетворяет условиям Вольфе, а градиент функции {\displaystyle f} непрерывен по Липшицу:
{\displaystyle \forall x,{\tilde {x}}\in N\quad ||\nabla f(x)-\nabla f({\tilde {x}})||\leq L||x-{\tilde {x}}||,}
то 
{\displaystyle \sum _{k\geq 0}\cos ^{2}\theta _{k}||\nabla f_{k}||^{2}<\infty ,}
где 
{\displaystyle \cos \theta _{k}=-{\frac {\nabla f_{k}^{T}p_{k}}{||\nabla f_{k}||||p_{k}||}}}.
Отсюда следует, что 
{\displaystyle \cos ^{2}\theta _{k}||\nabla f_{k}||^{2}\rightarrow 0} при {\displaystyle k\rightarrow \infty }, что означает, что алгоритм сходится.